# Johannes Olearius (Theologe, 1639)

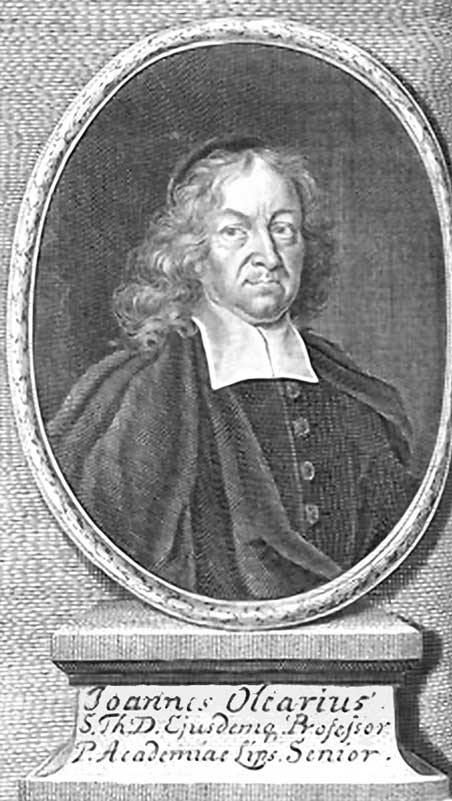
Johannes Olearius

Johannes Olearius (* 5. Mai 1639 in Halle; † 6. August 1713 in Leipzig) war ein deutscher lutherischer Theologe.

## Leben
Olearius war ein Sohn des Gottfried Olearius (1604–1685). Er begann nach einer Privatausbildung in Halle im Sommersemester 1657 ein philosophisches Studium an der Universität Leipzig, wurde am 9. April 1659 Baccalaureus und am 26. Januar 1660 Magister der Philosophie. Nachdem er sich unter anderem bei Johann Hülsemann dem theologischen Studium widmete, besuchte er theologische Vorlesungen an der Universität Jena und an der Universität Wittenberg.
In Wittenberg waren unter anderem die damaligen Vertreter der lutherischen Orthodoxie Abraham Calov, Johann Andreas Quenstedt, Johann Deutschmann und Johannes Meisner seine Lehrer. In Leipzig wurde er 1663 Assessor an der philosophischen Fakultät und 1664 Professor der griechischen und lateinischen Sprache. 1666 wurde er Kollegiat am großen Fürstenkollegium. Am 9. April 1659 wurde er als Baccalaureus der Theologie in die theologische Fakultät aufgenommen worden und wurde mit der Dissertation de stylo Novi Testamenti am 17. Oktober 1668 Lizenziat der Theologie. 1677 wurde er Professor der Theologie. Olearius wurde am 17. September 1678 zum Doktor der Theologie promoviert.
In seiner weiteren Entwicklung stieg er in höhere Professuren auf, erhielt 1683 ein Kanonikat in Zeitz, wurde zugleich Ephorus der kurfürstlichen Stipendiaten und starb als Senior der Leipziger Hochschule. Olearius hatte sich auch an den organisatorischen Aufgaben der Leipziger Hochschule beteiligt. In der philosophischen Fakultät war er 1699 Prokanzler, zwei Mal Dekan, neun Mal Dekan der theologischen Fakultät und in den Sommersemestern 1669, 1671, 1677, 1689, 1696, 1703 und 1705 sowie im Wintersemester 1682 acht Mal Rektor der Alma Mater.

## Wirken
Obwohl Olearius eine stark ausgeprägte theologische Ausbildung in der lutherischen Orthodoxie genossen hatte, hielt er sich bei den Auseinandersetzungen mit dem Pietismus des August Hermann Francke eher zurück. Er hegte sogar Sympathie für dessen Vorstellungen, so dass er selbst von seinen orthodox lutherischen Mitstreitern angefeindet wurde. Dennoch blieb er seiner Glaubensauffassung treu und verwehrte seinen damals streitfreudigen Widersachern jeden Angriffspunkt, indem er weiter in anspruchsloser Art und Weise sein Lebenswerk fortsetzte. So versuchte er seinen Schülern vor allem den Blick für die Praxis zu schärfen, um ihnen so eine objektive Handlungsbasis in ihrem damaligen späteren Wirken zu vermitteln und hat mit seiner Handlungsweise dem Pietismus in Leipzig den Weg bereitet.

## Familie

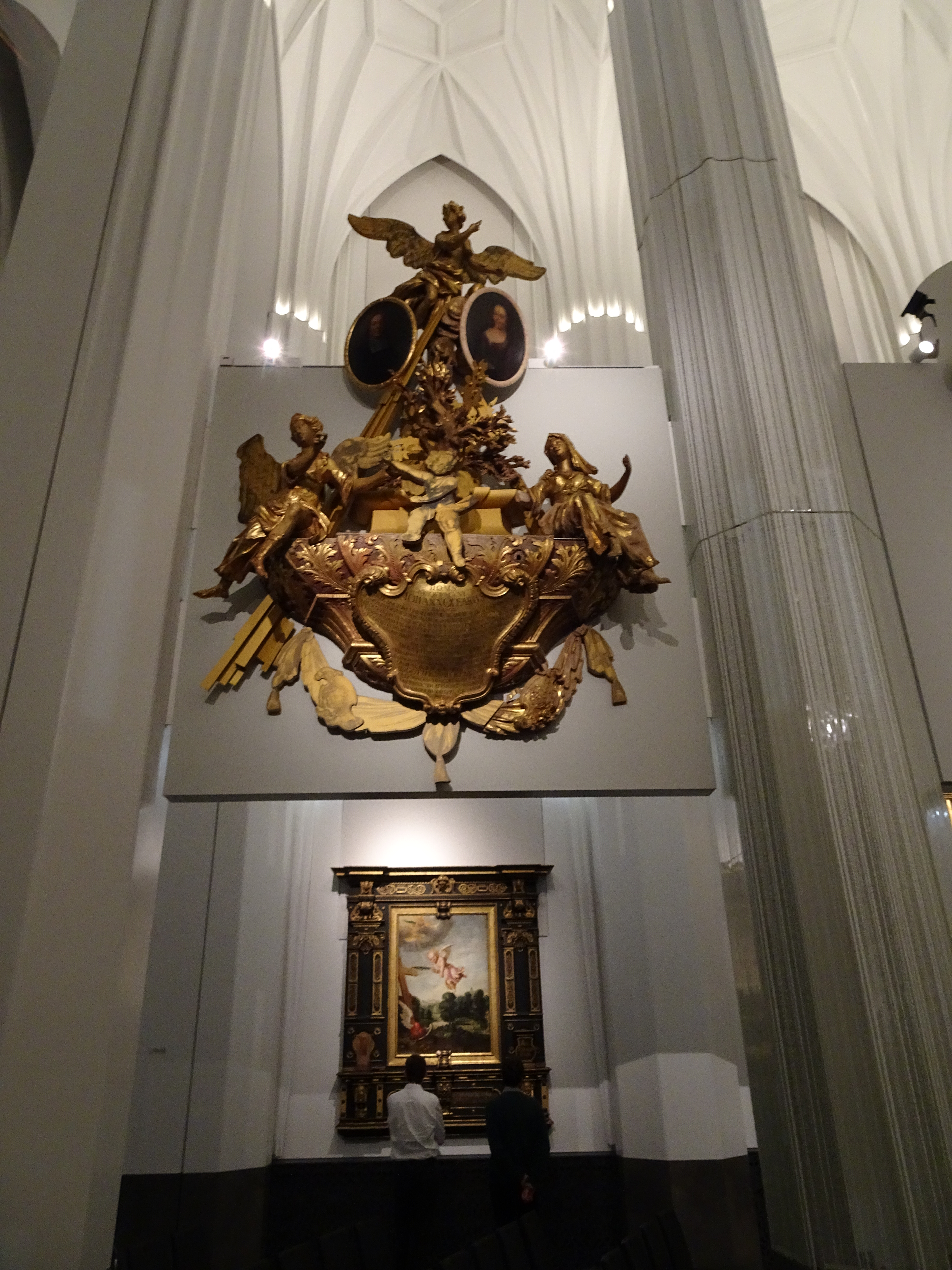
Epitaph für Johannes und Anna Elisabeth Olearius, Paulinum – Aula und Universitätskirche St. Pauli (2017)

Aus seiner am 20. Mai 1667 geschlossenen Ehe mit Anna Elisabeth Müller (1649–5. November 1719), der Tochter des Leipziger Mathematikprofessors und Mediziners Philipp Müller (* 11. Februar 1585; † 26. März 1659), entstammen mehrere Kinder.
- Gottfried Olearius, Theologe
- Georg Philipp Olearius, Theologe
- Johann Friedrich Olearius, Jurist
- Christiane Elisabeth Olearius (* 25. Juni 1702) ⚭ am 25. Juni 1725 mit dem Theologen Johann Christoph Körner (* 11. März 1688; † 15. August 1736)
- Anna Sybilla Olearius ⚭ 4. Februar 1695 mit dem Pädagogen, Genealogen und Lexikographen Johann Hübner (* 15. April 1668; † 31. Mai 1731)[3]
- Johanna Sabina Olearius ⚭ mit dem Juristen Johann Gottfried Zemisch
- Johanna Elisabeth Olearius ⚭ 19. November 1689 mit dem Theologen Paul Anton
- Christina Sophia Olearius, Anna Elisabeth Olearius, Gottfried Olearius I., Christina Dorothea Olearius, Anna Sybilla Olearius, Anna Susanna Olearius und Johannes Olearius (verstarben alle jung vor 1685)

## Werke (Auswahl)
Olearius hat 61 philosophische und 106 theologische Dissertationen verfasst. Zudem erlangte er mit folgenden Schriften einen ausgezeichneten Ruf in seiner Zeit.
- De stylo Novi Testamenti Liber philosophico – theologicus. Leipzig 1668, Coburg 1721.
- Gottseliges Alter mit seiner eigenen Beschaffenheit. Leipzig 1690.
- Kern der ganzen Bibel. Leipzig 1704.
- Doctrina theologiae moralis. Leipzig 1708.
- Bibliothekca scriptorum ecclesiasticorum. Leipzig 1711.
- Andächtige Wittwer, Wittwe und Waise. Leipzig 1714.
- Disputationes Veteris et Novi Testamenti. Halle 1730.
- Christliches Communionbüchlein, nebst einem Gesangbuche. Leipzig 1739, 1740.
- Geistliche Gedenkkunst, welche lehret, wie ein Mensch recht gläuben, christlich leben und selig sterben solle. Leipzig 1754.
- Christliche Sterbeschule. Leipzig 1755.